# نیل کنزینگتون آدام
نیل کنزینگتون آدام (انگلیسی: Neil Kensington Adam؛ ۶ نوامبر ۱۸۹۱ – ۱۹ ژوئیهٔ ۱۹۷۳) یک شیمیدان اهل انگلستان بود.